# Фосфид титана(III)
Фосфи́д тита́на(III) (монофосфи́д титана, химическая формула — TiP) — химическое неорганическое соединение титана и фосфора.
Фосфид титана не следует путать с фосфатом титана или изопропоксидом титана, оба из которых иногда известны под аббревиатурой TIP.

## Физические свойства
Обычно встречается в виде серого порошка. Металлический проводник с высокой температурой плавления. Его физические свойства отличаются от фосфидов группы 1 и группы 2, которые содержат анион P3− (например, фосфид натрия), которые не являются металлическими и легко гидролизуются. Фосфид титана классифицируется как «фосфид, богатый металлами», в котором делокализованы дополнительные валентные электроны от металла.

## Химические свойства
Фосфид титана(III) не подвергается воздействию обычных кислот или воды.
Существуют и другие фазы фосфида титана, включая Ti3P, Ti2P, Ti7P4, Ti5P3 и Ti4P3.

## Получение
Фосфид титана можно получить взаимодействием тетрахлорида титана и фосфина.